# Вейвлети Добеші

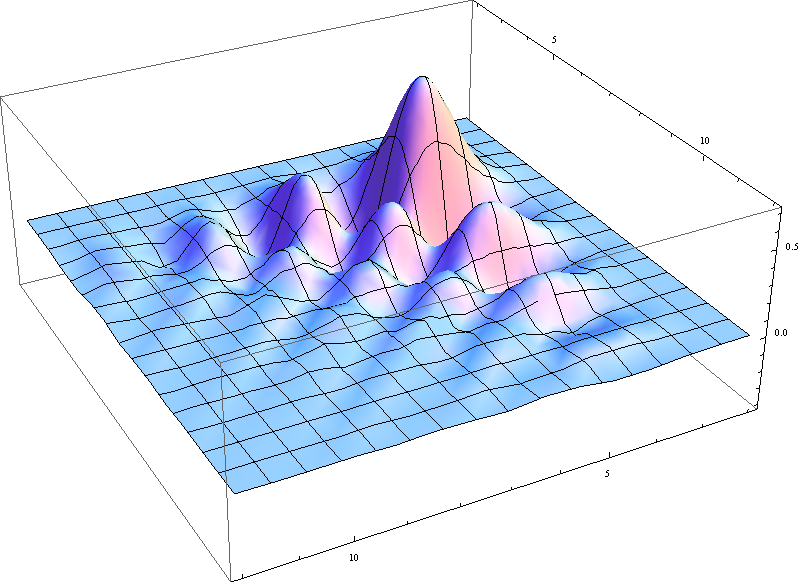
2-д вейвлети Добеші

Вейвлети Добеші (англ. Daubechies wavelet), засновані на роботі Інгрід Добеші, являють собою сімейство ортогональних вейвлетів, що визначають дискретне вейвлет-перетворення і характеризується максимальною кількістю зникаючих моментів для деякого заданого носія функції. З кожним вейвлетом, який є типом цього класу, є функція масштабування (так званий батько вейвлет, англ. father wavelet), який генерує прямокутний кратномасштабний аналіз.

## Властивості
У загальному випадку, вибирають вейвлети Добеші, щоб мати найвище число зникаючих моментів А, (це не означає кращу плавність) для заданої ширини носія функції 2А-1. Використовують дві схеми іменування, DN з використанням довжини, або кількості відводів та dbA з посиланням на число зникаючих моментів. Таким чином, D4 і db2 такі ж вейвлет-перетворення.
Серед 2A−1 можливих рішень алгебраїчних рівнянь для моменту і ортогональності умови, то вибирається рішення, у якого масштабуючий фільтр має екстремальну фазу. Вейвлет-перетворення також легко реалізувати на практиці за допомогою швидкого вейвлет-перетворення. Вейвлети Добеші широко використовуються при вирішенні широкого кола завдань, наприклад, самоподібні властивості сигналу, або фрактальні проблеми, сигнальні розриви і т. д.
Вейвлети Добеші не визначені в термінах отриманого масштабування та вейвлет-функцій; насправді, їх не можливо записати в замкненому вигляді. Графіки нижче генеруються з використанням алгоритму каскаду, числовий метод, що складається з простого зворотного перетворення [1 0 0 0 0 …] відповідну кількість разів.
| масштабування і вейлет функції      |
| діапозон частот спектра ціх функцій |

Слід зазначити, що спектри, показані тут не частотна характеристика високих і низьких частот фільтрів, а скоріше амплітуди безперервних перетворень Фур'є масштабування (синій) і вейвлет-функцій (червоний) .
Ортогональні вейвлети Добеші D2-D20 відповідно DB1-DB10 також використовуються. Номер індексу відноситься до числа N коефіцієнтів. Кожен вейвлет має число нульових моментів або зникаючих моментів, які рівні половині числу коефіцієнтів. Так, наприклад, D2 (Гаарів вейвлет) має один зникаючий момент, D4 має два і т. д.
Зникаючий момент обмежує здатність вейвлетів представляти поліноміальну поведінку, або інформацію в сигналі. Так, наприклад, D2, з одним моментом, легко кодує поліноми одного коефіцієнта, або постійні складові сигналу. D4 кодує поліноми з двома коефіцієнтами, тобто постійні та лінійні складові сигналу; і D6 кодує 3-поліноми, тобто постійні, лінійні та квадратичні складові сигналу.
Ця здатність шифрувати, однак схильна до такого явища, як втрата масштабу, а також відсутність не змінного переміщення, який піднімається від дискретного процесу перемикання (нижче) під час застосування перетворення.
Суб-послідовність, яка представляє собою лінійні та квадратичні складові сигналу (наприклад), по різному оброблюється перетворенням, в залежності від вирівнювання точки з парним, або непарним розташуванням в послідовності. Відсутність важливої властивості незмінного переміщення, призвела до розробки декількох різних версій незмінного переміщення (дискретного) вейвлет-перетворення.

## Побудова
І послідовність масштабування (фільтр нижніх частот), і послідовність вейвлета (смуговий фільтр) (див. ортогональний вейвлет для деталей цієї конструкції) будуть нормалізовані, щоб мати суму, еквівалентну 2 і суму квадратів рівну 2.
У деяких випадках їх нормалізують, для того, щоб мати суму {\displaystyle {\sqrt {2}}}, так що обидві послідовності і всі їх переміщення парним числом коефіцієнтів, ортонормовані один до одного. Використовуючи загальне уявлення для послідовності масштабування ортогонального дискретного вейвлет-перетворення з порядком апроксимації А, {\displaystyle a(Z)=2^{1-A}(1+Z)^{A}\,p(Z)} з N = 2А, р має дійсні коефіцієнти,
р(1) = 1 і ступінь (р) = A-1, таким чином можна записати умову ортогональності як
{\displaystyle a(Z)\,a(Z^{-1})+a(-Z)\,a(-Z^{-1})=4},
або як
{\displaystyle (2-X)^{A}P(X)+X^{A}\,P(2-X)=2^{A}} (*), с многочленом Лорана {\displaystyle X:=1/2\cdot (2-Z-Z^{-1})},
який породжує всі симетричні послідовності та {\displaystyle X(-Z)=2-X(Z)}. Потім, P(X) означає симетричний многочлен Лорана {\displaystyle P(X(Z))=p(Z)p(Z^{-1})}. Оскільки, {\displaystyle X(e^{iw})=1-cos(w)} і {\displaystyle p(e^{iw})p(e^{-iw})=|p(e^{iw})|^{2}}, P приймає невід'ємні значення на відрізку [0,2].
Рівняння (*) має одне мінімальне рішення для кожного A, яке можна отримати шляхом ділення в кільці усіченого степеневого ряду в X,
{\displaystyle P_{A}(X)=\sum _{k=0}^{A-1}\left({{A+k-1} \atop {A-1}}\right)2^{-k}X^{k}}.
Очевидно, воно приймає позитивні значення на проміжку (0,2). Однорідне рівняння для (*) антисиметричне при X=1 і таким чином, існує загальне рішення {\displaystyle X^{A}(X-1)R((X-1)^{2})}, де R будь-який многочлен с дійсними коефіцієнтами. Ця сума
{\displaystyle P(X)=P_{A}(X)+X^{A}(X-1)R((X-1)^{2})}
повинна бути невід'ємною на проміжку [0,2] і перекладається в набір лінійних обмежень на коефіцієнти R. Значення P на проміжку [0,2], обмежені деякою кількістю {\displaystyle 4^{A-r}}, збільшення rприводить до лінійної програми с нескінченим числом умов нерівності.
Для вирішення {\displaystyle P(X(Z))=p(Z)p(Z^{-1})} для p, використовується техніка, яка називається спектральне розкладання відповідно (Fejér-Riesz-algorithm). Многочлен P(X) розкладається на лінійні множники {\displaystyle P(X)=(X-\mu _{1})\dots (X-\mu _{N})}, N=A+1+2deg(R). Кожний лінійний множник відображує многочлен Лорана {\displaystyle (X(Z)-\mu )=-{\frac {1}{2}}Z+1-\mu -{\frac {1}{2}}Z^{-1}}, який можна розкласти на два лінійні множники.
Можна призначити p(Z) будь-яким одним із двох лінійних множників, таким чином, виходить 2N можливих рішень. Для екстремальної фази вибираємо те рішення, яке має всі комплексні корені p(Z) всередині або на одиничному колі.
Для вейвлет-перетворення Добеші, використовується пара лінійних фільтрів. Ця пара фільтрів повинна мати властивість, яка називається квадратурний дзеркальний фільтр. Для вирішення коефіцієнта лінійного фільтра {\displaystyle c_{i}} використовуються властивості квадратурних дзеркальних фільтрів, які випливають в наведеному нижче рішенні для значень коефіцієнта фільтра 4-го порядку.
{\displaystyle c_{0}={\frac {1+{\sqrt {3}}}{4{\sqrt {2}}}}}
{\displaystyle c_{1}={\frac {3+{\sqrt {3}}}{4{\sqrt {2}}}}}
{\displaystyle c_{2}={\frac {3-{\sqrt {3}}}{4{\sqrt {2}}}}}
{\displaystyle c_{3}={\frac {1-{\sqrt {3}}}{4{\sqrt {2}}}}}

## Масштабні послідовності в найнижчому порядку наближення
Нижче наведені коефіцієнти для функцій масштабування для D2-20. Вейвлет-коефіцієнти отриманні шляхом зміни порядку коефіцієнтів функції масштабування, а потім заміна знаку кожного другого, (тобто, Д4 вейвлет = {-0,1830127, -0,3169873, 1,1830127, -0,6830127}).
Математично це виглядає як {\displaystyle b_{k}=(-1)^{k}a_{N-1-k}} , де k є індексом коефіцієнта, b — коефіцієнт послідовності вейвлета і а коефіцієнт масштабування послідовності. N є індексом вейвлета, тобто, 2 для D2.
| D2 (Гаарів вейвлет) | D4         | D6          | D8          | D10           | D12            | D14            | D16            | D18            | D20            |
| ------------------- | ---------- | ----------- | ----------- | ------------- | -------------- | -------------- | -------------- | -------------- | -------------- |
| 1                   | 0.6830127  | 0.47046721  | 0.32580343  | 0.22641898    | 0.15774243     | 0.11009943     | 0.07695562     | 0.05385035     | 0.03771716     |
| 1                   | 1.1830127  | 1.14111692  | 1.01094572  | 0.85394354    | 0.69950381     | 0.56079128     | 0.44246725     | 0.34483430     | 0.26612218     |
|                     | 0.3169873  | 0.650365    | 0.89220014  | 1.02432694    | 1.06226376     | 1.03114849     | 0.95548615     | 0.85534906     | 0.74557507     |
|                     | -0.1830127 | -0.19093442 | -0.03957503 | 0.19576696    | 0.44583132     | 0.66437248     | 0.82781653     | 0.92954571     | 0.97362811     |
|                     |            | -0.12083221 | -0.26450717 | -0.34265671   | -0.31998660    | -0.20351382    | -0.02238574    | 0.18836955     | 0.39763774     |
|                     |            | 0.0498175   | 0.0436163   | -0.04560113   | -0.18351806    | -0.31683501    | -0.40165863    | -0.41475176    | -0.35333620    |
|                     |            |             | 0.0465036   | 0.10970265    | 0.13788809     | 0.1008467      | 6.68194092e-4  | -0.13695355    | -0.27710988    |
|                     |            |             | -0.01498699 | -0.00882680   | 0.03892321     | 0.11400345     | 0.18207636     | 0.21006834     | 0.18012745     |
|                     |            |             |             | -0.01779187   | -0.04466375    | -0.05378245    | -0.02456390    | 0.043452675    | 0.13160299     |
|                     |            |             |             | 4.71742793e-3 | 7.83251152e-4  | -0.02343994    | -0.06235021    | -0.09564726    | -0.10096657    |
|                     |            |             |             |               | 6.75606236e-3  | 0.01774979     | 0.01977216     | 3.54892813e-4  | -0.04165925    |
|                     |            |             |             |               | -1.52353381e-3 | 6.07514995e-4  | 0.01236884     | 0.03162417     | 0.04696981     |
|                     |            |             |             |               |                | -2.54790472e-3 | -6.88771926e-3 | -6.67962023e-3 | 5.10043697e-3  |
|                     |            |             |             |               |                | 5.00226853e-4  | -5.54004549e-4 | -6.05496058e-3 | -0.01517900    |
|                     |            |             |             |               |                |                | 9.55229711e-4  | 2.61296728e-3  | 1.97332536e-3  |
|                     |            |             |             |               |                |                | -1.66137261e-4 | 3.25814671e-4  | 2.81768659e-3  |
|                     |            |             |             |               |                |                |                | -3.56329759e-4 | -9.69947840e-4 |
|                     |            |             |             |               |                |                |                | 5.5645514e-5   | -1.64709006e-4 |
|                     |            |             |             |               |                |                |                |                | 1.32354367e-4  |
|                     |            |             |             |               |                |                |                |                | -1.875841e-5   |

Частини цієї конструкції також використовуються для виведення біортогональних Коена-Добеші-Феювіан вейвлетів (CDFS).

## Реалізація
У той час як програмне забезпечення, таке, як Mathematica підтримує вейвлети Добеші безпосередньо, базова реалізація проста в MATLAB (в даному випадку, Добеші 4). Ця реалізація використовує періодизацію, щоб впоратися з проблемою кінцевої довжини сигналу. Інші, більш складні методи доступні, але часто немає необхідності використовувати їх, оскільки це впливає тільки на самий кінець перетворення сигналу. Періодизація виконується безпосередньо в прямому напрямку перетворення в MATLAB векторній системі численні, а також зворотнє перетворення за допомогою функції circshift ():

### Перетворення, D4
Передбачається, що S, стовпець вектора з парним числом елементів, що був попередньо визначений, як сигнал для аналізу. Зауважимо, що коефіцієнти D4 є [1+sqrt(3), 3+sqrt(3), 3-sqrt(3), 1-sqrt(3)]/4.
```
N
 
=
 
length
(
S
);

s1
 
=
 
S
(
1
:
2
:
N
-
1
)
 
+
 
sqrt
(
3
)
*
S
(
2
:
2
:
N
);

d1
 
=
 
S
(
2
:
2
:
N
)
 
-
 
sqrt
(
3
)
/
4
*
s1
 
-
 
(
sqrt
(
3
)
-
2
)
/
4
*
[
s1
(
N
/
2
);
 
s1
(
1
:
N
/
2
-
1
)];

s2
 
=
 
s1
 
-
 
[
d1
(
2
:
N
/
2
);
 
d1
(
1
)];

s
 
=
 
(
sqrt
(
3
)
-
1
)
/
sqrt
(
2
)
 
*
 
s2
;

d
 
=
 
(
sqrt
(
3
)
+
1
)
/
sqrt
(
2
)
 
*
 
d1
;

```

### Зворотнє перетворення, D4
```
d1
 
=
 
d
 
*
 
((
sqrt
(
3
)
-
1
)
/
sqrt
(
2
));

s2
 
=
 
s
 
*
 
((
sqrt
(
3
)
+
1
)
/
sqrt
(
2
));

s1
 
=
 
s2
 
+
 
circshift
(
d1
,
-
1
);

S
(
2
:
2
:
N
)
 
=
 
d1
 
+
 
sqrt
(
3
)
/
4
*
s1
 
+
 
(
sqrt
(
3
)
-
2
)
/
4
*
circshift
(
s1
,
1
);

S
(
1
:
2
:
N
-
1
)
 
=
 
s1
 
-
 
sqrt
(
3
)
*
S
(
2
:
2
:
N
);

```